# Шлях Каттера
Шлях Каттера (англ. Cutter's Way) — американський трилер.

## Сюжет
Ветеран В'єтнаму, каліка Каттер розлючений на весь світ. Його друг жиголо Боун якось вночі бачить, як місцевий нафтовий магнат ховає в сміттєвий бак труп дівчини. Каттер хапається за його розповідь: в особі магната він хоче помститися усьому суспільству, яке відвернлося від нього.

## У ролях
- Джефф Бріджес — Річард Боун
- Джон Херд — Алекс Каттер
- Ліза Айкхорн — «Мо»
- Енн Дьюзенберрі — Валері Дюран
- Стівен Елліот — Джей Джей Корд
- Артур Розенберг — Джордж Свонсон
- Ніна Ван Палландт — жінка в готелі
- Патріція Донахью — місіс Корд
- Джеральдін Барон — Сьюзі Свонсон
- Кетрін Пасс — жінка
- Френсіс З. МакКарті — чоловік
- Джордж Планко — поліцейський
- Джей Флетчер — охоронець
- Джордж Дікерсон — трунар
- Джек Мердок — власник концесії
- Ессекс Сміт — чорний 1
- Род Гіст — чорний 2
- Леонард Лайтфут — чорний 3
- Джулія Даффі — молода дівчина
- Ренді Шепард — молода людина
- Рой Холліс — робочий
- Біллі Драго — сміттяр
- Сізар Кордова — водій сміттєвозу
- Джонатан Террі — капітан поліції
- Вільям Пелт — детектив 1
- Рон Маркрофт — детектив 2

охорона
- Тед Вайт
- Тоні Еппер
- Енді Еппер
- Кріс Хауелл
- Х.П. Еветтс
- Рон Бурк